# Torii Kotondo
Torii Kotondo, (Japans: 鳥居 言人) (Nihonbashi, 21 november 1900 - 13 juli 1976) was een Japans kunstschilder, en prentkunstenaar deel uitmakend van de shin hanga-beweging.
Kotondo werd in 1900 in het Tokiose district Nihonbashi geboren als Saitō Akira. Op vijftienjarige leeftijd werd hij geadopteerd door Kiyotada IV, het zevende hoofd (Torii VII) van de in de zeventiende eeuw opgerichte Torii-school bestaande uit ukiyo-e-kunstenaars gespecialiseerd in werk voor de kabuki-theaterwereld.
Als tiener studeerde Kotondo onder Kobori Tomone (1864-1931), een kunstschilder in de Japanse yamato-e-stijl. Op aanraden van zijn vader ging hij in 1918 voor het atelier van Kaburaki Kiyokata werken, een atelier waar veel leden van de shin hanga-beweging uit voortkwamen. Daar werd bijin-ga ('prenten van mooie vrouwen') zijn hoofdgenre. Kotondo maakte slechts een twintigtal bijin-ga maar enkele daarvan worden aanzien als het beste wat de shin hanga-beweging qua sfeer en technische kunde heeft voortgebracht.
In tegenstelling tot de meeste kunstenaars uit het atelier van Kiyokati en de shin hanga-beweging werkte Kotondo voor zijn prenten om onbekende reden nooit samen met Watanabe Shōzaburō, de belangrijkste shin hanga-uitgever, maar met de uitgeverijen Sakai-Kawaguchi (jaren 1920) en Ikeda (jaren 1930). Kotondo produceerde niet enkel een mooie verzameling prenten, schilderijen en kabuki-decors, hij werd ook universitair docent en raadgever bij de productie van films en televisieprogramma's. Bij de dood van zijn vader in 1941 werd Kotondo hoofd (Torii VIII) van de Torii-school en nam toen de naam Kiyotada V aan.
Kotondo stierf in 1976. Zijn dochter Setsuko volgde hem op aan het hoofd van de Torii-school en nam de naam Kiyomitsu aan.

## Galerij (selectiebijin-ga)

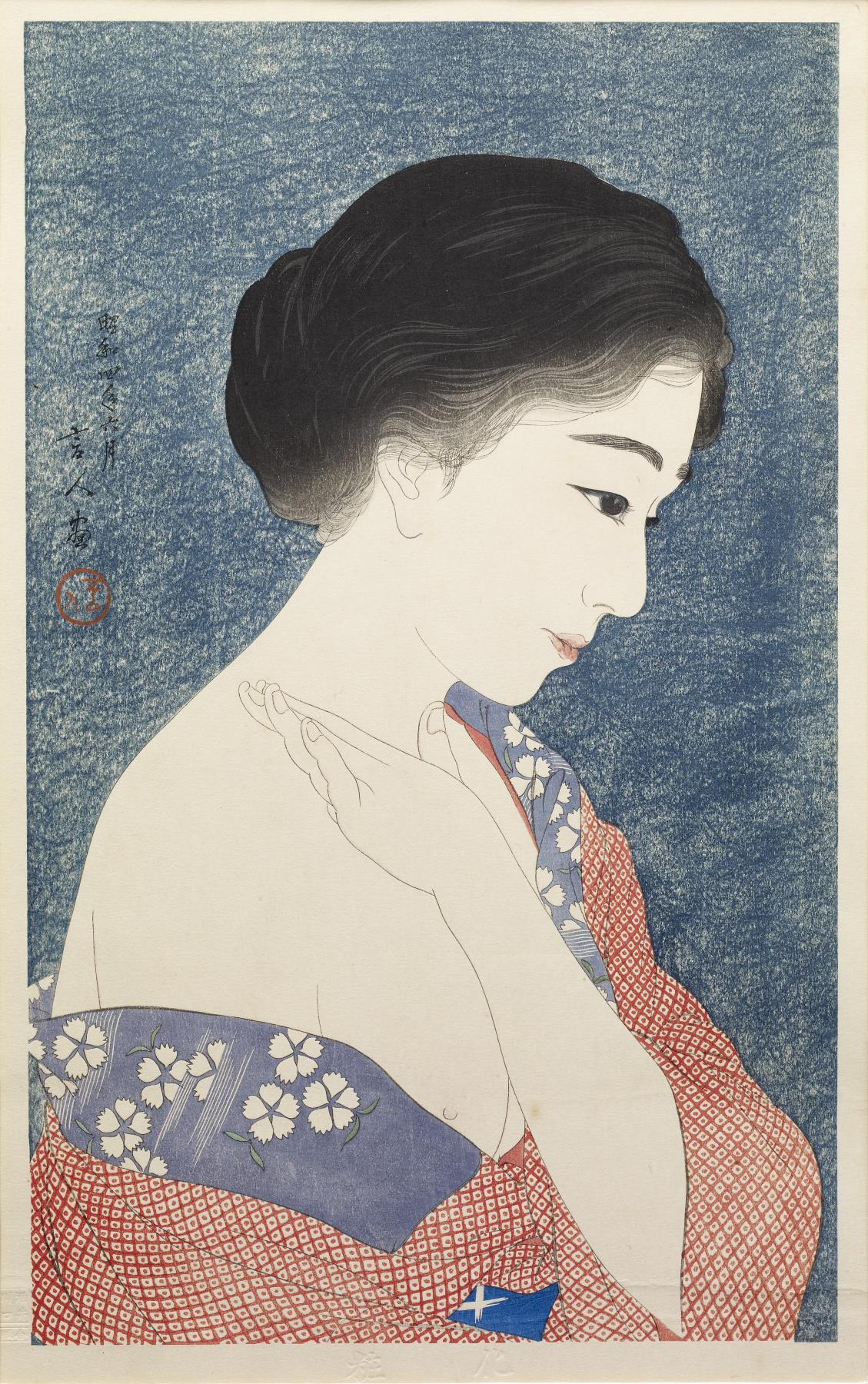
Make-up (1929)
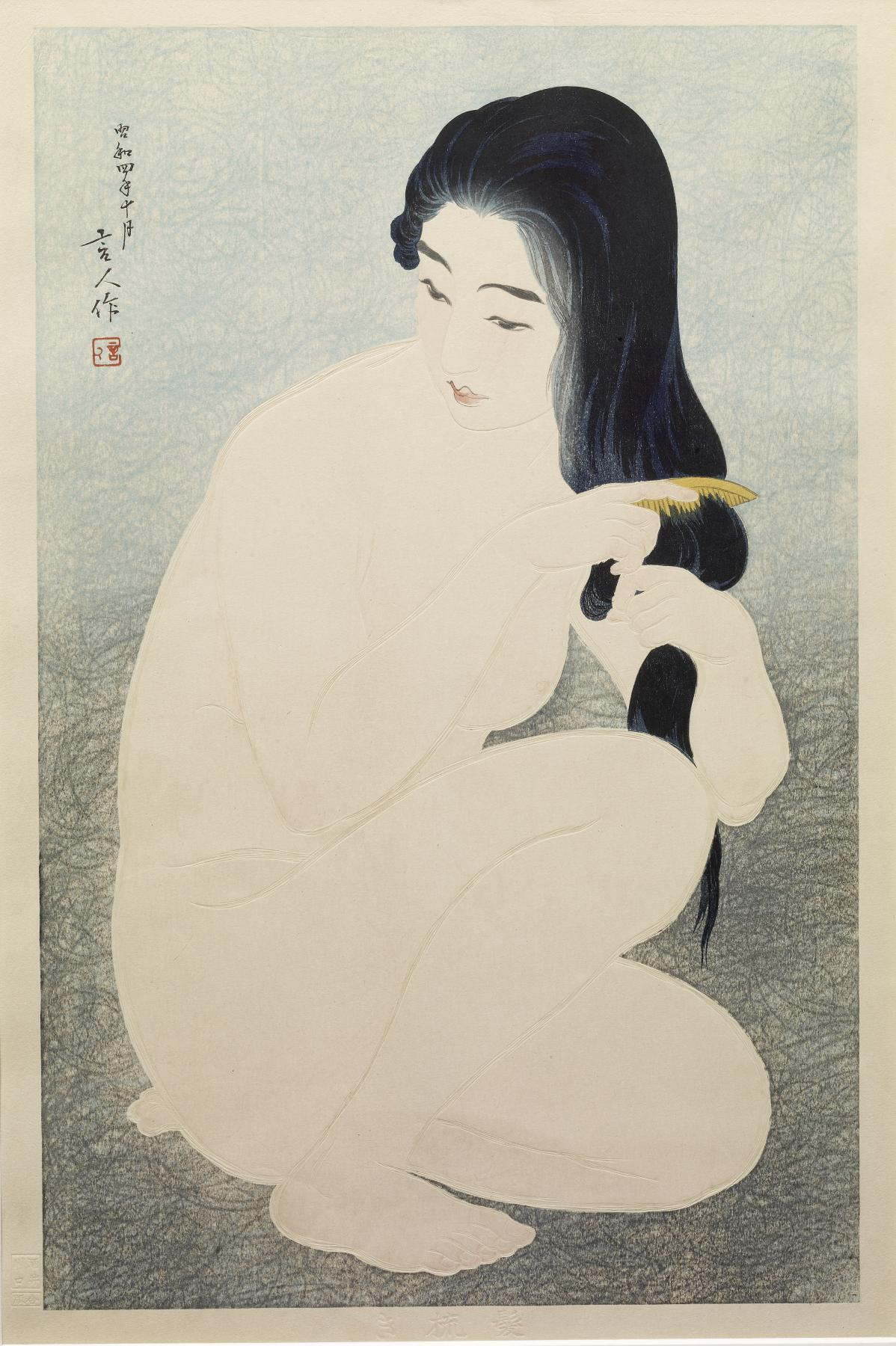
Het haar kammen (1929)
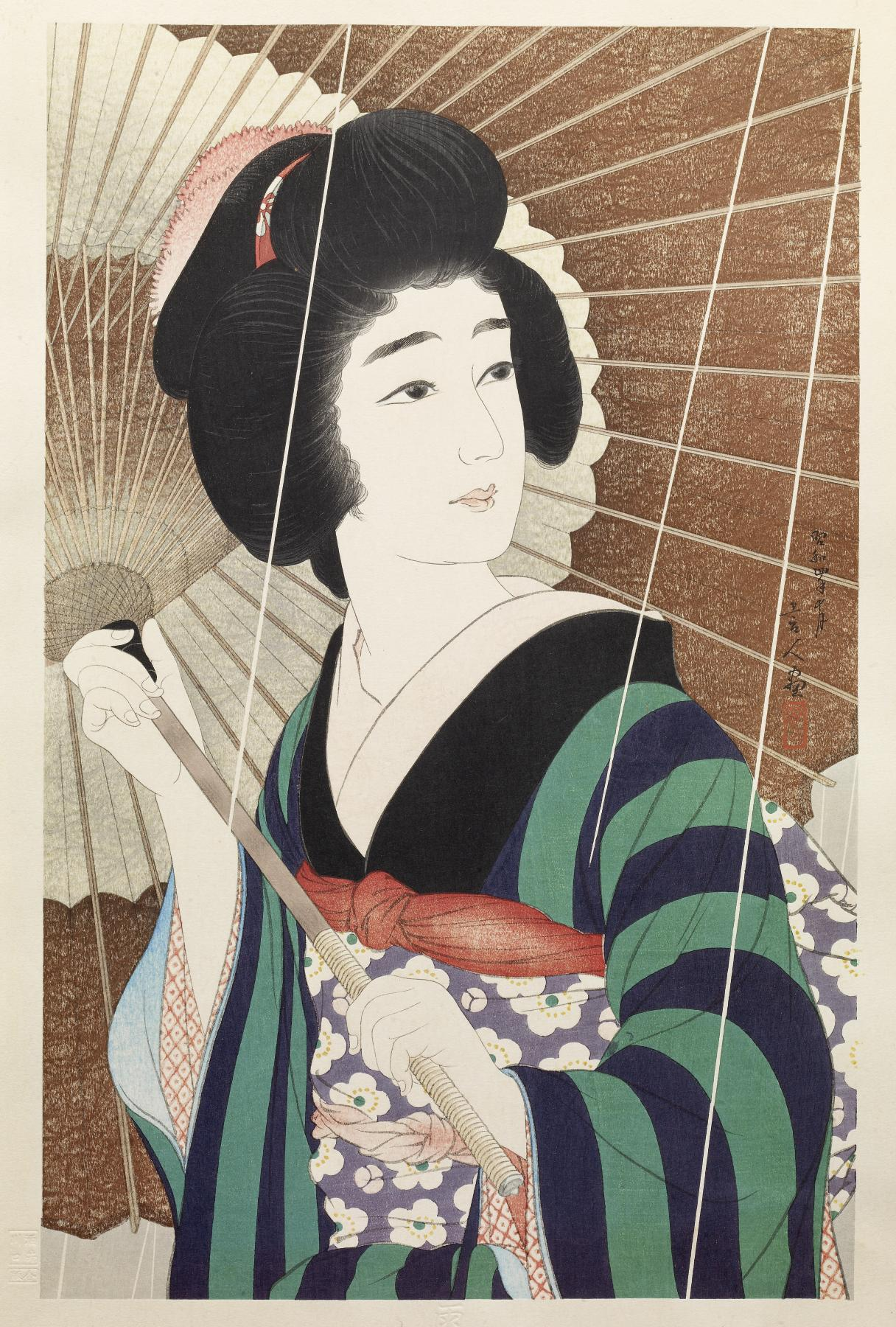
Regen (1929)
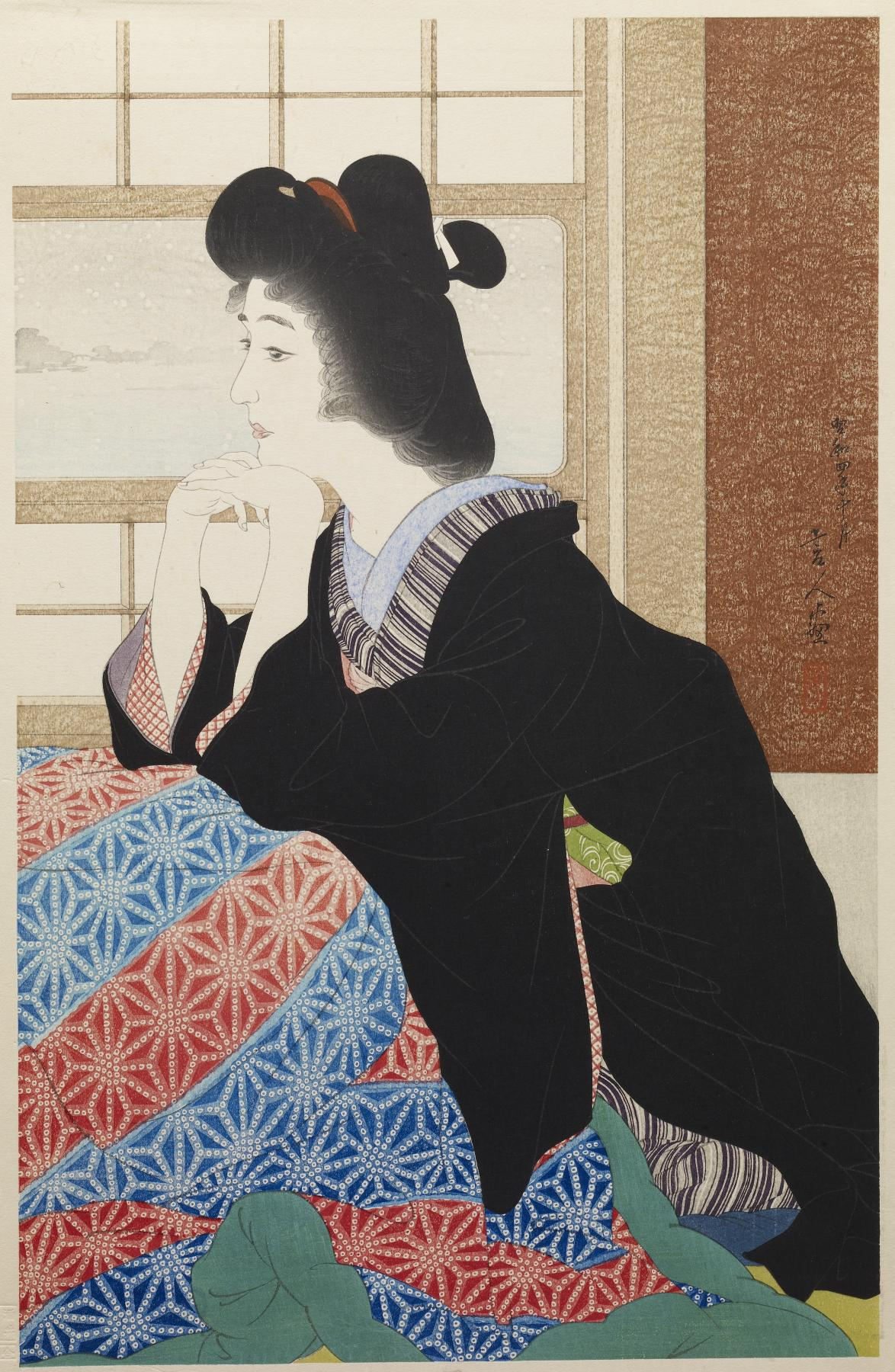
Sneeuw (1929)
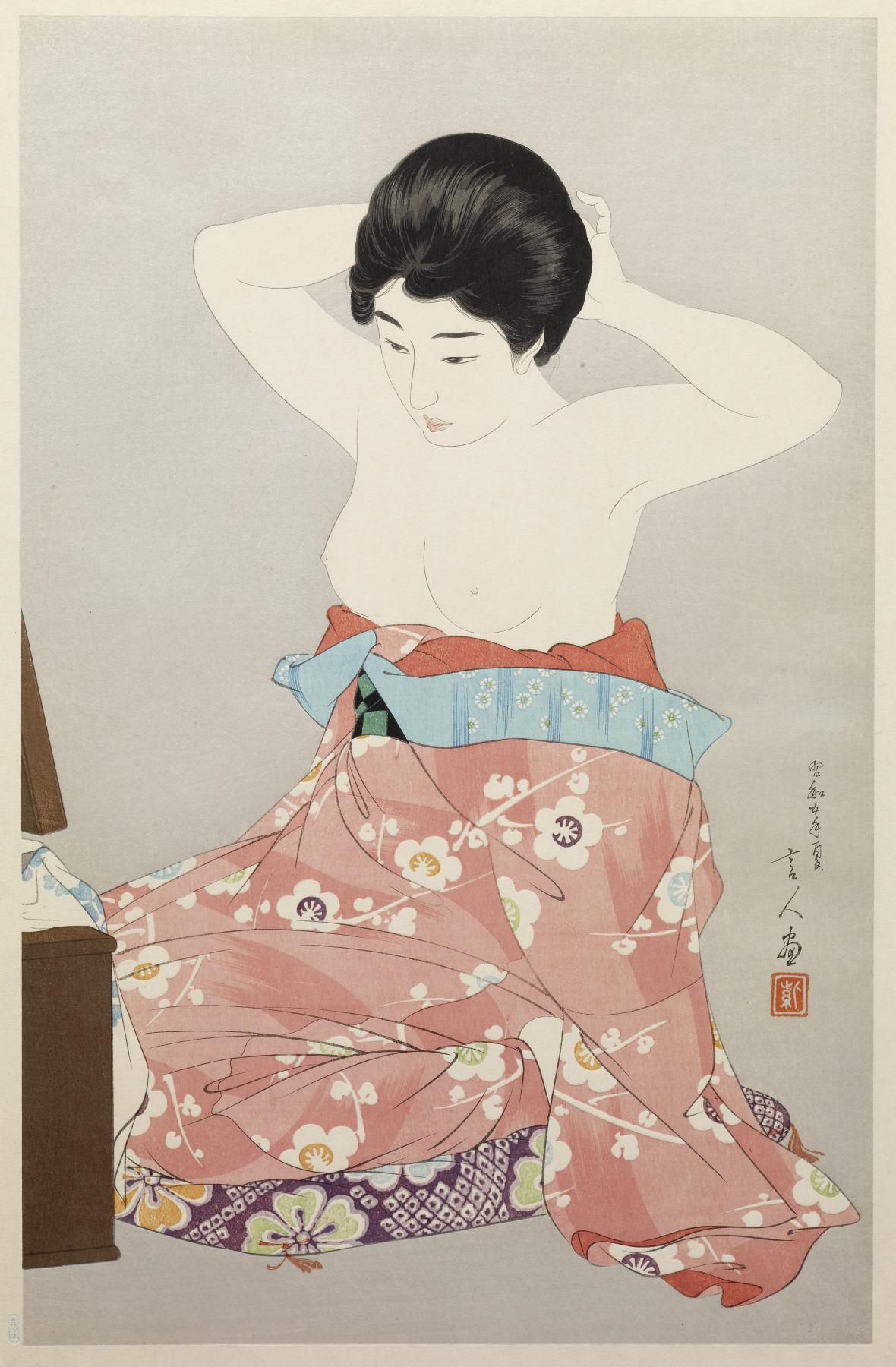
Vrouw voor de spiegel (1930)
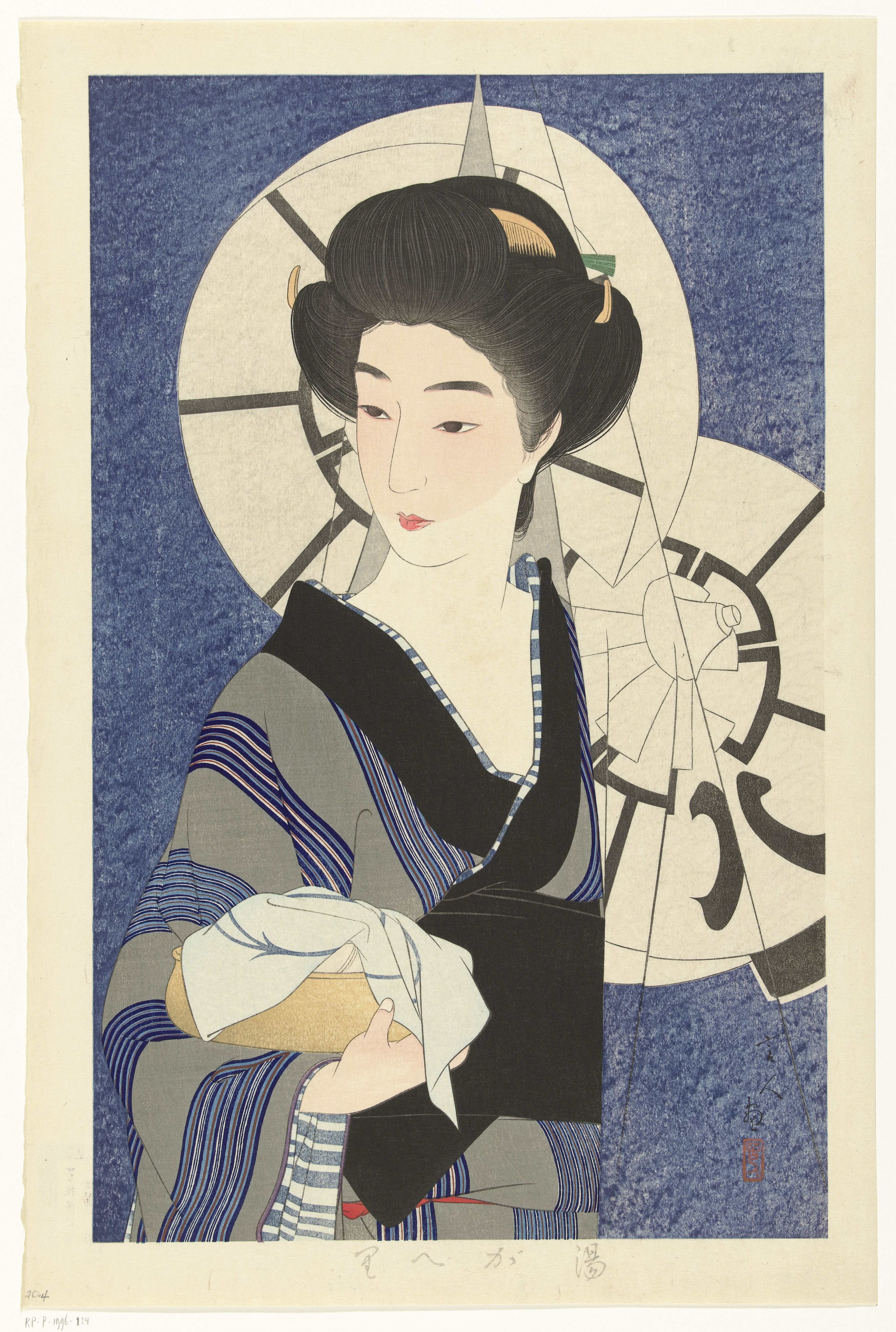
Na een bezoek aan het badhuis Yugaeri (1933)

- Library of Congress Control Number: nr2003034879
- Bibliotheek van het Japanse parlement: 00824930
- Virtual International Authority File: 307173341
- WorldCat: E39PCjHM3chvQcpQTHwvPbWdQq